# Stazione di Cascina
La stazione di Cascina è una stazione ferroviaria posta sulla Ferrovia Leopolda, a servizio della cittadina di Cascina.
L'impianto è classificato da RFI nella categoria "Silver".

## Storia
Le sue origini risalgono alla metà dell'Ottocento quando fu aperta all'esercizio la porzione della vecchia linea Leopolda fino a Pontedera.

## Strutture e impianti
Presso la stazione sono disponibili sia servizi di punti vendita che macchinette automatiche per il rilascio di biglietti passeggeri.
È dotata di due binari per il trasporto pubblico più di una serie di binari morti adibiti al trasporto merci e diagnostici.

## Movimento
La stazione offre un buon servizio orario capace di coprire tutto l'arco della giornata, nonostante non sia prevista la costante fermata di tutti i treni regionali, come invece avviene nelle due stazioni più importanti della linea, Pontedera-Casciana Terme ed Empoli.
Dal 1881 al 1953 Cascina era attraversata dalla tranvia a vapore che, percorrendo l'asse della via Fiorentina, collegava Pisa con Pontedera e, attraverso una diramazione che si distaccava in località Navacchio, con Caprona e Calci. La stazione tranviaria si trovava nel pieno centro di Cascina, in corso Giacomo Matteotti, motivo per cui la linea tranviaria vide sin dall'inaugurazione un intenso traffico viaggiatori nonostante la presenza della stazione ferroviaria a servizio della medesima località.